# Querés
Querés ou Neferefré foi um rei da V dinastia egípcia.

## Vida
Era filho de Neferircaré e da rainha Quentecaus II, sendo muito provavelmente o filho primogénito do casal.
O Papiro Real de Turim encontra-se danificado na parte que informaria sobre a duração do reinado, que se julga curto, devido ao facto da múmia do rei corresponder a um homem com pouco mais de vinte anos. O seu nome foi incluído na lista real de Abido e de Sacará, bem como na do historiador Manetão, que lhe atribui vinte anos de reinado (o que se julga pouco provável). 
Durante o seu reinado continua a ascensão do poder da nobreza, que acumula cargos, títulos e funções no governo. A mastaba de Ti, um funcionário durante o seu reinado e do seu sucessor, em Sacará, de grandes dimensões e decorada com grande elegância, é disso testemunha. 
Neferefré mandou construir o seu complexo funerário na parte sul de Abusir, mas este não ficou completo quando faleceu. A sua pirâmide ficou apenas por um degrau. Na década de setenta e oitenta do século XX este complexo foi escavado, revelando informações sobre este monarca pouco conhecido. Arqueólogos da República Checa ali encontraram papiros dos arquivos dos templos de Abu Sir. 
Em 04/01/2015, em mais uma descoberta realizada por arqueólogos da república checa encontraram sua esposa, a Rainha Quentecaus III. Ela foi encontrada no seu complexo funerário, logo sugerindo que era sua esposa. Junto disso, também havia vários objetos domésticos e também nas paredes várias inscrições sobre a Rainha. 
Foi sucedido por Niuserré, que alguns egiptólogos consideram seu irmão mais novo, e outros como seu filho. 